# SMS Kaiserin

El SMS Kaiserin ("Emperatriz") era un acorazado de la clase Kaiser construido en Alemania antes del comienzo de la Primera Guerra Mundial y que sirvió con la Flota de alta mar de la Kaiserliche Marine durante la guerra.
El Kaiserin era el tercer buque de la serie de 5 que componía la clase Kaiser y es el único barco que ha recibido ese nombre. El SMS Kaiserin fue construido por los astilleros Howaldtswerke de Kiel.
Durante la guerra, el Kaiserin estuvo asignado a la III escuadra de acorazados con sus gemelos. Tras el final de la guerra, fue internado en Scapa Flow hasta que fue echado a pique por su tripulación el 21 de junio de 1919.
El pecio fue rescatado y desguazado en 1937.